# ميخائيل بوتفنيك
ميخائيل مويزيفيتش بوتفنيك (بالروسية: Михаил Моисеевич Ботвинник)‏ هو لاعب شطرنج سوفيتي ولد في 17 أغسطس 1911 بمدينة كوكالا (التي كانت ضمن دولة فنلندة ثم ضمت إلى الاتحاد السوفيتي) وهو أستاذ كبير وسادس بطل للعالم في الشطرنج.

## سيرة شخصية
ولد بوتفنيك في مدينة كوكالا (التي كانت ضمن دولة فنلندة ثم ضمت إلى الاتحاد السوفيتي) عام 1911 م، لوالد كان يعمل تقني اسنان تعلم الشطرنج وهو في عمر الرابع عشر ولمع اسمه عند أنتصاره على بطل العالم الكوبي كابابلانكا في عرض في مدينة موسكو.
- في عام 1931 استطاع ان يفوز ببطولة الاتحاد السوفيتي وهو بعمر العشرين فقط وفي تلك السنة تخرج من جامعة لينينغراد بتخصص في الهندسة الكهربائية.
- في بضع سنين أصبح بوتفنيك المرشح للتنافس على بطولة العالم وكان هناك تقرب شديد للمباراة المتوقعة بينه وبين الكسندر اليخين ولكن الموت المفاجئ للاعب السوفيتي اليخين حال دون لعب المباراة.
- في عام 1948 تم إجراء بطولة العالم بين خمس لاعبين هم بوتفنيك وسمسلوف ورشفسكي وكيرس وايوي يلاعب كل منهم الآخر خمس دسوت وحصل فيها بوتفنيك على بطولة العالم بالمرتبة السادسة.
- في عام 1951 ألتقي اللاعب ديفيد برنستين مع بوتفنيك وأنتهت المباراة بالتعادل ليبقى اللقب بيد بوتفنيك
- في عام 1957 ألتقي سمسلوف وبوتفيك على اللقب العالمي في مدينة موسكو وأنتهت المباراة بخسارة اللقب.
- في عام 1958 ألتقي بوتفنيك وسمسلوف في مباراة الاسترداد للقب وأستطاع فيها بوتفنيك أن يسترد اللقب العالمي.
- في عام 1960 ألتقي بوتفنيك وتال على اللقب العالمي استطاع تال ان يحصل على اللقب ولكن اللقب تم استرداده في السنة التالية.

بعد المباراة الأخيرة تم تغير نظام اللعب بحيث تم ألغاء مباراة الأسترداد وإنما على البطل السابق أن يشارك في مباراة التأهيل ومباراة المرشحين.
- في عام 1963 خسر بوتفنيك لقبه أمام اللاعب السوفيتي تيجران بتروسيان وعندئذ قرر بوتفنيك أعتزال المباريات الدولية والعالمية.

ومما هو جدير بالذكر انه لايوجد بين بوتفنيك واللاعب الأمريكي بوبي فيشر الا دست واحد متعادل مع ان محبي الشطرنج كانو يتمنون أن تكون هناك مباراة طويلة بينهما لكن بوبي فيشر علق على ذلك قائلا (انا أعلم بأني استحق ان اكون بطل العالم وكذلك اعلم باستطاعتي التغلب على بوتفنيك ولا يوجد شخص على قيد الحياة لا أستطيع التغلب عليه) وجميع لاعبي الشطرنج يقرون ما قاله بوبي فيشر.
بعد خسارته اللقب العالمي تفرغ بوتفنيك لتطوير برنامج الحاسوب الشطرنجي.
ولكن أهم شيْ يجدر ذكره في هذه الفترة هو تأسيسه للمدرسة الروسية لتعليم الشطرنج وقد تتلمذ على يديه اللاعب الكبير كاربوف واللاعب المعجزة جاري كاسباروف وقد قال مقالة مشهورة في اللاعب الأخير (ان مستقبل الشطرنج سيكون بين يدي هذا الطفل).

## وصلات خارجية
- ميخائيل بوتفنيك على موقع IMDb (الإنجليزية)
- ميخائيل بوتفنيك على موقع الموسوعة البريطانية (الإنجليزية)
- ميخائيل بوتفنيك على موقع مونزينجر (الألمانية)
- ميخائيل بوتفنيك على موقع مباريات الشطرنج (الإنجليزية)
- ميخائيل بوتفنيك على موقع 365Chess.com (الإنجليزية)
- ميخائيل بوتفنيك على موقع Chesstempo.com (الإنجليزية)
- ميخائيل بوتفنيك سجل أولمبياد الشطرنج على موقع OlimpBase.org (الإنجليزية)